# Siphonogorgia obtusa
Siphonogorgia obtusa is een zachte koraalsoort uit de familie Nidaliidae. De koraalsoort komt uit het geslacht Siphonogorgia. Siphonogorgia obtusa werd in 1928 voor het eerst wetenschappelijk beschreven door Chalmers. 